# 공주 마곡사 대웅보전 목조삼세불상
공주 마곡사 대웅보전 목조삼세불상(公州 麻谷寺 大雄寶殿 木造三世佛像)은 대한민국 충청남도 공주시 사곡면, 마곡사 대웅보전에 봉안되어 있는 조선시대의 불상이다. 2007년 9월 20일 충청남도의 유형문화재 제185호로 지정되었다.

## 같이 보기
- 마곡사
- 공주 마곡사 대웅보전 - 대한민국 보물 제801호

## 참고 자료
- 공주 마곡사 대웅보전 목조삼세불상 - 국가유산청 국가유산포털